# Киллестер

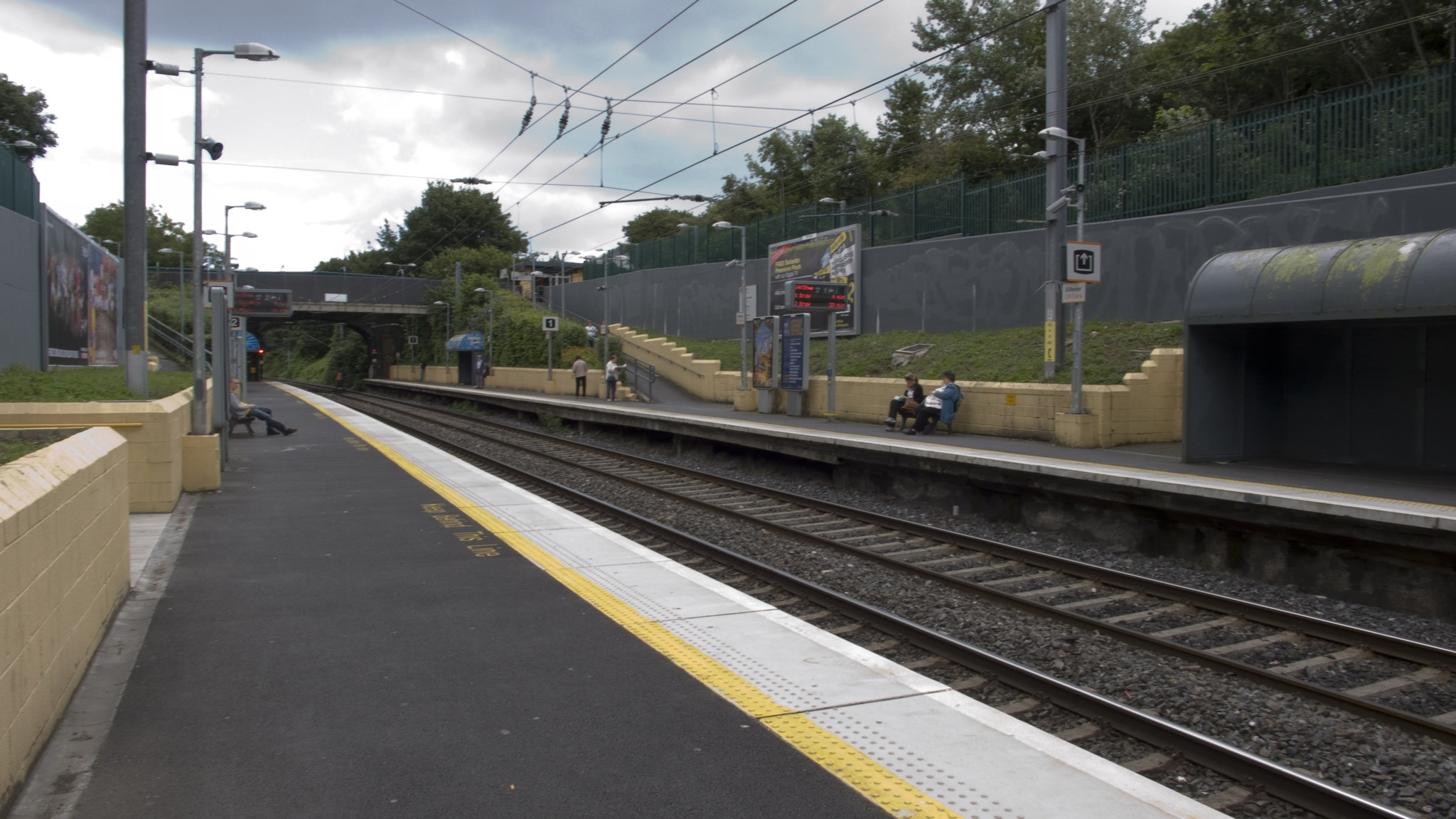
Местная станция

Киллестер (англ. Killester; ирл. Cill Easra) — городской район Дублина в Ирландии, находится в административном графстве Дублин (провинция Ленстер).
Местная железнодорожная станция была открыта 1 октября 1845 года, закрыта два года спустя и вновь открыта в 200 метрах севернее прежней в 1923 году.